# Фламінієв цирк
Фламінієв цирк (лат. Circus Flaminius) — циркова арена у Стародавньому Римі. Розташовувався в південній частині Марсового поля. Був названий за однією версією на честь Гая Фламінія, на думку Марка Теренція Варрона цирк отримав своє ім'я від Фламінієвого поля. У «Каталозі районів» так офіційно називається IX район. Фламінієв цирк зображений на фрагменті 27 Мармурового плану.

## Історія
221 року до н. е. побудований Гаєм Фламіній. З відомих на тепер джерелах немає жодних відомостей ні про будівництво цієї будівлі, ні про його реставрації, ні про його внутрішній устрій, за винятком одного твердження Вітрувія. Цей цирк був настільки величезним і настільки важливим центром, що скоро надав назву всій навколишній місцевості, а інші будівлі описувалися як розташовані «біля Фламінієвого цирку» або «у Фламінієвому цирку». У його аркадах, мабуть, розміщувалися лавки лихварів (CIL VI. 9713). У Айнзідельнському путівнику (1. 2; 2. 2; 8. 3) цим ім'ям помилково названий стадіон, хоча деякі дослідники вважають, що в «Статуті святого Бенедикта» ця назва вживається правильно, а інші вважають, що цирк — це «базиліка Юпітера».
У цьому цирку проводилися Плебейські ігри, Таврії та Сторічні ігри в 158 році до н. е. Крім того, тут часто скликалися народні збори. На площі цирку також знаходився ринок і проходила частина церемонії тріумфу, зокрема Луція Ліцинія Лукулла після Третьої Мітридатової війни, та Августа після Далматійської війни. За свідченням Плутарха 82 року до н. е. диктатор Луцій Корнелій Сулла наказав вбити тут 6 тис. полонених, захоплених після битви біля Колінської брами.
У 9 році до н. е. Октавіан Август виступив тут з надгробним промовою (лавдатіоном) на честь Друза. 2 року до н. е. цирк був заповнений водою, проведено морські гладіаторські ігри. В результаті було вбито 36 крокодилів за 1 день. Ймовірно Страбон згадує Фламінієв цирк між Великим цирком і Римським форумом. У 15 році н. е. було встановлено статую, присвячену Августу, а 19 року — Германіку і Другу.
Наприкінці XII ст. значна частина цирку, що називалася «Золотий фортецею» ще стояла, оскільки в буллі папи римського Целестіна III, виданої в 1192 року, згадуються церкви Сан-Лоренцо і Санта-Марія «у Золотій фортеці» або «у Золотого таборі». У XV ст. його руїни описав Флавій Біондо, в XVI ст. їх майже повністю розібрали, щоб звільнити місце для палацу Маттеї, уся ця ділянка була поступово забудована сучасними будівлями. Деякі залишки закругленого кінця перебувають на площі Паганіка, в палаццо Каетані і під ним, а руїни довгих сторін — в різних підвалах, особливо в палаці Лонгі Маттеї Паганіка.
В Середні віки аркади північного боку цирку були перетворені в темні лавки і дали назву вулиці, що проходила з цього боку — віа делле Боттеґе Оскуре (вулиця Темних крамниць).
У 1555 року папа римський Павло IV сформував юдейське гетто в районі, що охоплював більшу частину колишнього Фламінієва цирку.

## Розташування
Зведено на Фламінієвому лузі, в південній частині Марсового поля, неподалік від річки Тибр.

## Опис
Цирк мав округлу форму. Головна вісь цирку проходила майже точно по лінії схід — захід. Східний кордон цирку (де знаходилися стартові бар'єри (carceres)) вдалося встановити завдяки виявленню приватних будинків і мостової античної вулиці на схід від площі Маргага. З огляду на це довжина цирку становила близько 260 м, а ширина — близько 100 м. Він містив невелику гоночну трасу, що використовувалася для незрозумілих ігор, та різні інші будівлі та пам'ятники.
Вважається, що генеральний план, за яким був побудований Фламінієв цирк, згодом був прийнятий в більш пізніх спорудах того ж характеру, а нижній поверх цирку відкривався назовні поруч травертинових аркад, між якими розташовувалися доричні напівколони.
Велика римська синагога стоїть приблизно там, де знаходився південний кінець арени Фламінієвого цирку.